# Pepeljevac (Kruševac)
Pour les articles homonymes, voir Pepeljevac.
Pepeljevac (en serbe cyrillique : Пепељевац) est une localité de Serbie située sur le territoire de la Ville de Kruševac, district de Rasina. Au recensement de 2011, elle comptait 2 119 habitants.
Pepeljevac est officiellement classé parmi les villages de Serbie.

## Démographie

### Évolution historique de la population
| 1948  | 1953  | 1961  | 1971  | 1981  | 1991  | 2002  | 2011  |
| ----- | ----- | ----- | ----- | ----- | ----- | ----- | ----- |
| 1 724 | 1 770 | 1 911 | 1 933 | 1 975 | 2 262 | 2 101 | 2 119 |

|  |